# Abdul Kalam
Avul Pakir Jainulabdeen Abdul Kalam (tamilsk: அவுல் பகீர் ஜைனுலாப்தீன் அப்துல் கலாம், født 15. oktober 1931 i Rameswaram, død 27. juli 2015 i Shillong) var en indisk ingeniør og politiker. Han var Indiens 11. præsident fra 2002 til 2007.
Kalam var muslim og uddannet indenfor luft- og rumfart, hvor han gennem årene havde en række ledende stillinger. Kalam regnes for at have bidraget i væsentlig grad til at Indien blev en kernefysisk supermagt. Han bliver regnet som en af Indiens mest fremragende videnskabsmænd gennem tidende. Gennem årene modtog han en række æresbevisninger. Han nød desuden hele 30 æresdoktorer fra forskellige universiteter og institutioner, og udgav flere bøger.
Kalam blev ramt af en blodprop i hjertet mens han holdt et foredrag om Livable Planet Earth ved Indian Institute of Management Shillong omkring kl. 18.30 lokal tid den 27. juli 2015. Han blev hurtigt kørt til Bethany Hospital i kritisk tilstand, men blev efter flere genoplivningsforsøg blev han erklæret død som følge af hjertestop af lægerne ved sygehuset kl. 19.45 lokal tid.